# Szkoła Czarownic
Szkoła Czarownic (ang. WITS Academy, 2015) – amerykańska komediowa telenowela dla młodzieży z gatunku fantasy stworzona przez Marielę Romero i Catharinę Ledeboer, wyprodukowana przez wytwórnię Viacom International. Spin-off serialu Czarownica Emma, nadawanego od 1 stycznia 2014 do 30 lipca 2015 na amerykańskim Nickelodeon.
Premiera serialu odbyła się w Stanach Zjednoczonych 5 października 2015 na kanale amerykańskiego Nickelodeon. Ostatni odcinek serialu wyemitowano 30 października 2015. W Polsce serial zadebiutował 29 lutego 2016 na antenie Nickelodeon Polska. Od 30 października 2017 roku serial emitowano na kanale Nickelodeon HD.
Dnia 7 lutego 2016 zostało ogłoszone, że nie powstanie drugi sezon serialu.

## Fabuła
Serial opisuje historię Andi Cruz, najlepszej przyjaciółki Emmy, która uczęszcza do prestiżowej szkoły dla czarowników o nazwie – WITS Academy. Dziewczyna ma nadzieję zostać pierwszym w historii akademii człowiekiem strażnikiem.

## Bohaterowie

### Główni
- Andi Cruz (Daniela Nieves) – Najlepsza przyjaciółka Emmy, która została przyjęta do Szkoły Czarownic, by szkolić się na strażniczkę. Jest zakochana w Luke 'u i w finale 1 sezonu zostają parą. Jessie i Ben to jej podopieczni.
- Luke Archer (Ryan Cargill) – Kuzyn Lily, który chce stać się strażnikiem by kontynuować tradycje rodziny, która zawsze była strażnikiem wybranej. Jest uczciwy. Zakochany w Andi. W finale 1 sezonu zostają parą. Jego podopieczni to Gracie i Sean.
- Ruby Webber (Kennedy Lea Slocum) – Główny czarny charakter serialu. Jest jedyną osobą z rodziny, która nie ma mocy. Nienawidzi Andi. Ruby odnajduje drzewo dzięki, któremu ma moce. Jej podopieczni to Emily i Ethan.
- Jessie Novoa (Julia Antonelli) – Podopieczna Andi. Przyjechała do Szkoły Czarownic by dowiedzieć się jak korzystać z mocy.
- Ben Davis (Jailen Bates) – Podopieczny Andi.
- Gracie Walker (Lidya Jewett) – Podopieczna Luke’a.
- Sean De Soto (Andrew Ortega) – Podopieczny Luke’a.
- Emily Prescott (Meg Crosbie) – Podopieczna Ruby.
- Ethan Prescott (Timothy Colombos) – Podopieczny Ruby.
- Kim Sanders (Jazzy Williams) – Współlokatorka Andi, a także jej przyjaciółka.
- Cameron Masters (Tyler Perez) – Asystent Agamemnona. Zakochany w Ruby.
- Agamemnon (Todd Allen Durkin) – dyrektor Szkoły Czarownic.

### Pozostali
- Harris (Peter Dager) – Podopieczny Kim
- Sienna (Erin Whitaker) – Podopieczna Kim.
- Amelia Foiler (Andrea Canny) – Nowa trenerka. Nie znosi Andi. Jest zbiegiem, którego szukał Leopald Archer. Zostaje odesłana do otchłani.
- Leopald Archer (Michael St. Pierre) – wujek Luke’a, który szuka zbiega, którym okazuje się być Amelia Foiler.

## Wersja polska
Wersja polska: na zlecenie Nickelodeon Polska – Start International Polska

Reżyseria: Elżbieta Kopocińska

Dialogi polskie i tekst piosenek: Anna Niedźwiecka

Dźwięk, montaż i kierownictwo muzyczne: Jerzy Wierciński

Kierownik produkcji: Dorota Nyczek

Nadzór merytoryczny: Katarzyna Dryńska

Udział wzięli:
- Marta Dobecka – Andi Cruz
- Paulina Bąk – Ruby Webber
- Cezary Nowak – Agamemnon
- Stefan Pawłowski – Cameron Masters
- Bartosz Wesołowski – Luke Archer
- Maja Konkel – Jessie Novoa
- Józef Kubiak – Ben Davis
- Sara Lewandowska – Emily
- Bernard Lewandowski – Ethan

W pozostałych rolach:
- Aleksandra Radwan – Samantha
- Julia Siechowicz –
  - podopieczna Samanthy,
  - Sienna
- Michał Mostowiec –
  - podopieczny Samanthy,
  - Harris
- Robert Tondera – Leopold Archer
- Agnieszka Głowacka – Emma Alonso
- Paweł Szczesny

i inni
Piosenkę tytułową śpiewała: Katarzyna Łaska
Lektor: Radosław Popłonikowski

## Spis odcinków
| Seria | Odcinki | Premiera serii      | Finał serii          | Premiera serii | Finał serii   |
| ----- | ------- | ------------------- | -------------------- | -------------- | ------------- |
| 1     | 20      | 5 października 2015 | 30 października 2015 | 29 lutego 2016 | 25 marca 2016 |

### Seria 1 (2015)
| #     | Tytuł                                        | Reżyseria      | Scenariusz                  | Oryginalna premiera   | Polska premiera  | Kod     |
| ----- | -------------------------------------------- | -------------- | --------------------------- | --------------------- | ---------------- | ------- |
| 1     | Nowa strażniczka The New Guard               | Arturo Manuitt | Johnny Hartmann             | 5 października 2015   | 29 lutego 2016   | 101     |
| 2     | Pech The Jinx                                | Arturo Manuitt | Zach Luna                   | 6 października 2015   | 1 marca 2016     | 102     |
| 3     | Korzenie wszelkiego zła The Root of All Evil | Arturo Manuitt | Johnny Hartmann             | 7 października 2015   | 2 marca 2016     | 103     |
| 4     | Schowany Hex Hide And Go Hex                 | Arturo Manuitt | Zach Luna                   | 8 października 2015   | 3 marca 2016     | 104     |
| 5     | Zamiana Switcherooed                         | Arturo Manuitt | Johnny Hartmann             | 9 października 2015   | 4 marca 2016     | 105     |
| 6     | Wyprawa po moc Power Trip                    | Arturo Manuitt | Zach Luna                   | 13 paźdzniernika 2015 | 7 marca 2016     | 106     |
| 7     | Partnerzy Sparring Partners                  | Arturo Manuitt | Johnny Hartmann             | 14 października 2015  | 8 marca 2016     | 107     |
| 8     | Bez pracy nie ma kołaczy No Pain, No Gain    | Arturo Manuitt | Zach Luna                   | 15 października 2015  | 9 marca 2016     | 108     |
| 9     | Meta Finish Line                             | Arturo Manuitt | Johnny Hartmann             | 16 października 2015  | 10 marca 2016    | 109     |
| 10    | Kto jest moim uczniem Who’s My WIT           | Arturo Manuitt | Zach Luna                   | 19 października 2015  | 11 marca 2016    | 110     |
| 11    | Witch Hunt                                   | Arturo Manuitt | Johnny Hartmann             | 20 października 2015  | 14 marca 2016    | 111     |
| 12    | Bizarro Ruby                                 | Arturo Manuitt | Zach Luna                   | 21 października 2015  | 15 marca 2016    | 112     |
| 13    | Her Darkest Secret                           | Arturo Manuitt | Johnny Hartmann             | 22 października 2015  | 16 marca 2016    | 113     |
| 14    | My Buddy from Orlando                        | Arturo Manuitt | Zach Luna                   | 23 października 2015  | 17 marca 2016    | 114     |
| 15    | Wonky Andi                                   | Arturo Manuitt | Johnny Hartmann             | 26 października 2015  | 18 marca 2016    | 115     |
| 16    | The Witch’s Bottle                           | Arturo Manuitt | Zach Luna                   | 27 października 2015  | 21 marca 2016    | 116     |
| 17    | On Trial                                     | Arturo Manuitt | Johnny Hartmann             | 28 października 2015  | 22 marca 2016    | 117     |
| 18    | Cameron Rules                                | Arturo Manuitt | Zach Luna                   | 29 października 2015  | 23 marca 2016    | 118     |
| 19-20 | It Must Be Magic                             | Arturo Manuitt | Johnny Hartmann i Zach Luna | 30 października 2015  | 24/25 marca 2016 | 119-120 |